# Bullom so
Le bullom so, aussi appelé mani ou mmani, est une langue atlantique parlée par les Bullom en Sierra Leone et en Guinée.

## Nom
Le bullom so est aussi appelé bolom, bulem, bullin, bullun, bullom du Nord, ou mmani, mani, mandenyi, mandingi, mani.

## Localisation
Le bullom so est parlé de la frontière guinéenne à la rivière de Sierra Leone dans le district de Kambia (en) de la province du Nord en Sierra Leone et probablement par quelques personnes près de la frontière sierra-léonaise dans la préfecture de Forécariah en Guinée.

## Classification
Le bullom so fait partie de la sous-famille des langues bullom (en) du Nord (avec le bom (en)), qui fait elle-même partie des langues bullom-kissi de la branche des langues mel de la famille des langues nigéro-congolaises,.

## Dialectes
Il existe les dialectes du kafu et du mmani,.

## Lien avec les langues de la région
Le bom (en) est étroitement lié au bullom so. Il y a peu d'intelligibilité avec le sherbro mais aucune avec le krim (en).

## Utilisation
Cette langue est en danger, ses locuteurs se tournant plutôt vers le temne. En Guinée, les locuteurs sont principalement des adultes âgés.

## Écriture
| A a | B b | C c | D d   | E e | Ɛ ɛ | Ə ə | F f | Gb gb | H h | I i | K k | L l |
| M m | N n | Ŋ ŋ | Ny ny | O o | Ɔ ɔ | P p | R r | S s   | T t | U u | W w | Y y |